# لوسیوس ژولیوس لیبو
لوسیوس ژولیوس ال. ف. ال. ن. لیبو، یکی از اعضای خاندان باستانی پاتریسیان ژولیایی بود که در سال ۲۶۷ پیش از میلاد کنسول‌گری را برعهده گرفت و پیروزی های مهم نظامی‌ای را بدست آورد.

## خانواده

### پدر و مادر

#### پدر
از نام پدر او اطلاعی نیست اما با توجه به نام نوه‌هایش (که لوسیوس نبود) می توان نتیجه گرفت که نام پدرش لوسیوس بود.

#### مادر
از مادر وی هیچ اطلاعاتی اعم از نام و خانواده و... موجود نیست.

### همسران و فرزندان

#### همسر(ان)
نام همسر وی سسیلیا متیلا بود که از او اطلاعات دیگری جز نامش موجود نیست.

#### فرزند(ان)
لوسیوس تنها یک پسر هم‌نام خود داشت که برای این که با او اشتباه گرفته نشور به او می گفتند: لوسیوس ژولیوس لیبوی جوان‌تر که دارای دو فرزند بود.